# Martina Benešová
Martina Benešová (* 12. Februar 1985) ist eine tschechische Badmintonspielerin. 

## Karriere
Martina Benešová gewann von 2002 bis 2005 fünf Juniorentitel in Tschechien, ehe sie 2008 erstmals bei den Erwachsenen siegen konnte. 2009 erkämpfte sie sich zwei weitere nationale Titel, 2010 siegte sie erstmals im Damendoppel. Außerhalb ihrer Heimat gewann sie 2004 die Lithuanian International im Mixed mit Petr Koukal sowie im selben Jahr, für den Radebeuler BV spielend, den Silbernen Federball im Dameneinzel und im Damendoppel mit ihrer Vereinskameradin Josephin Benndorf.

## Sportliche Erfolge
| Rang | Veranstaltung                                   | Saison | Disziplin   | Name                                                 |
| ---- | ----------------------------------------------- | ------ | ----------- | ---------------------------------------------------- |
| 1    | Tschechische Einzelmeisterschaften              | 2002   | Dameneinzel | Martina Benešová                                     |
| 1    | Tschechische Einzelmeisterschaften der Junioren | 2002   | Dameneinzel | Martina Benešová                                     |
| 1    | Tschechische Einzelmeisterschaften der Junioren | 2003   | Mixed       | Petr Koukal / Martina Benešová                       |
| 1    | Tschechische Einzelmeisterschaften der Junioren | 2003   | Dameneinzel | Martina Benešová                                     |
| 1    | Lithuanian International                        | 2004   | Mixed       | Petr Koukal / Martina Benešová                       |
| 1    | Tschechische Einzelmeisterschaften der Junioren | 2004   | Mixed       | Petr Koukal / Martina Benešová                       |
| 1    | Silberner Federball                             | 2004   | Dameneinzel | Martina Benešová (Radebeuler BV)                     |
| 1    | Silberner Federball                             | 2004   | Damendoppel | Martina Benešová / Josephin Benndorf (Radebeuler BV) |
| 1    | Tschechische Einzelmeisterschaften              | 2008   | Mixed       | Pavel Florián / Martina Benešová                     |
| 1    | Tschechische Einzelmeisterschaften              | 2009   | Mixed       | Pavel Florián / Martina Benešová                     |
| 1    | Tschechische Einzelmeisterschaften              | 2009   | Dameneinzel | Martina Benešová                                     |
| 1    | Tschechische Einzelmeisterschaften              | 2010   | Damendoppel | Hana Kollarová / Martina Benešová                    |